# Condom
Condom (manchmal auch Condom-en-Armagnac genannt) ist eine französische Stadt im Département Gers in der Region Okzitanien und Sitz der Unterpräfektur des Arrondissements Condom. Sie gehört darüber hinaus zum Kanton Baïse-Armagnac. Die 6454 Einwohner (Stand 1. Januar 2022) zählende Kleinstadt liegt an der Via Podiensis, einem der französischen Abschnitte des Jakobswegs nach Santiago de Compostela.

## Geografie und Verkehr
Condom befindet sich in der historischen Region Armagnac im Herzen der Gascogne, die vor allem wegen des dort produzierten Weinbrands, des Armagnac, weltbekannt ist. Die typische Kleinstadt der Gascogne liegt an der Baïse, einem Nebenfluss der Garonne. Die nächste größere Stadt ist Agen, welche man in nordöstlicher Richtung über die D931 nach circa 40 Straßenkilometern erreicht. Die nächsten französischen Großstädte sind Toulouse (95 km) im Südosten und Bordeaux (124 km) im Nordwesten.
Der nächste internationale Flughafen ist der International Airport Toulouse-Blagnac und der nächste Bahnhof befindet sich in Agen an der TGV-Strecke Paris–Toulouse. An das französische Fernstraßennetz ist Condom über die A62 Toulouse-Nord–Bordeaux und die Ausfahrten 7 (Périgueux) bzw. 8 (Valence d’Agen) angebunden.

## Geschichte
Nach der Besiedlung des Gebiets durch die Römer entstand 1011 die Benediktinerabtei Saint Pierre. Diese Abtei wurde 1317 durch ein päpstliches Edikt zum Bischofssitz ernannt, was es bis zur Französischen Revolution blieb. Die Kosten für den Aufbau hatte der Bischof von Agen zu tragen. Während des Hundertjährigen Kriegs wird die Stadt zweimal von den Engländern besetzt.
Mit dem Bau der Kathedrale Saint Pierre wurde erst 1507 begonnen, sie ist die letzte Kathedrale, die im Languedoc-Stil erbaut wurde. Bereits kurz nach ihrer Fertigstellung wurde sie im Verlauf der Religionskriege schwer beschädigt.
Ihren Reichtum im 18. Jahrhundert verdankt die Stadt vor allem dem Handel, da sie von alters her an der Kreuzung mehrerer wichtiger Handelswege lag. Der Ausbau der Baïse als Wasserstraße ermöglichte den Export von Weinen und Spirituosen über Bordeaux.

## Bevölkerungsentwicklung
| Jahr                       | 1962 | 1968 | 1975 | 1982 | 1990 | 1999 | 2011 | 2020 |
| Einwohner                  | 6850 | 7326 | 7853 | 7634 | 7717 | 7251 | 6925 | 6479 |
| Quellen: Cassini und INSEE |      |      |      |      |      |      |      |      |

## Jakobsweg(Via Podiensis)
Um 1314 entstanden zwei Hospize zur Betreuung für Jakobspilger, die erst im späten 15. Jahrhundert ihre Bedeutung verloren. Heute bietet der Ort eine Pilgerherberge (französisch: Gîte d’étape), Hotels und Privatzimmer (französisch: Chambre d’hôtes) sowie einen Campingplatz und eine Touristeninformation.
Der Weg führt weiter durch die Weinberge des Armagnac. Aber auch kleine Wälder, Sonnenblumen- und Getreidefelder säumen den Weg. Auf den Hügeln liegen typische Bastide-Dörfer wie Montréal-du-Gers und Larressingle. Der nächste größere Ort ist Eauze, der über die D931 nach circa 30 Straßenkilometern zu erreichen ist. Weitere Unterkünfte vor Montréal-du-Gers befinden sich in Larressingle.

## Sehenswürdigkeiten
In der Mitte des Orts ragt die spätgotische Cathédrale Saint-Pierre auf. Während der Hugenottenkriege drohte die Hugenottenarmee 1569 mit der Zerstörung des Kirchenbaus, was von den Dorfbewohnern jedoch mit der Zahlung eines beträchtlichen Lösegelds verhindert werden konnte.
Unter den Patrizierhäusern aus dem 17. und 18. Jahrhundert verdient vor allem das Hôtel de Cugnac mit seinem alten Weinlager (chai) und seiner Brennerei Erwähnung. Condom liegt im besten Anbaugebiet für die Armagnac-Herstellung, daher gibt es auch ein Museum, das der Armagnac-Herstellung gewidmet ist (Musée de l’Armagnac). Ein weiteres Museum der Stadt, das musée du préservatif, widmet sich der Geschichte des Kondoms, obwohl die Stadt eigentlich nichts mit seiner Entstehung zu tun hat.

## Wirtschaft
Die wesentlichen Wirtschaftszweige waren im Jahr 2015 der Dienstleistungssektor (ca. 76 %) und hier insbesondere der Handel und der Tourismus. In der Landwirtschaft sind nur noch circa 7 % der Bevölkerung tätig. Ein großer Teil der industriellen Beschäftigung beruht auf der Lebensmittelindustrie. An landwirtschaftlichen Produkten werden erzeugt: Getreide, Obst und Wein. Im Bereich der Viehzucht werden Enten, Gänse und Rinder gehalten. Weiterhin werden der Weinbrand (Armagnac) und Stopfleber (Foie gras) erzeugt.

## Partnerstädte
- Grünberg, Hessen, Deutschland, seit 1972
- Toro, Provinz Zamora, Spanien

## Persönlichkeiten
- Scipion Dupleix (1569–1661), Philosoph, Historiker und Romanist
- Antoine Laroche-Dubouscat (1757–1831), Général de division
- Jean-Charles Persil (1785–1870), Politiker und Jurist
- Narcisse-Achille de Salvandy (1795–1856), Staatsmann und Publizist
- Sarah Maldoror (1929–2020), Filmregisseurin
- Yves Navarre (1940–1994), Schriftsteller
- Stéphane Abrial (* 1954), General
- Gabriel Fourmigué (1967–2022), Bobfahrer